# Батіжник
Батіжник (Psophodes) — рід горобцеподібних птахів родини Psophodidae. Містить 5 видів.

## Поширення
Всі види батіжника є ендеміками Австралії. Трапляються в різноманітних середовищах проживання: від тропічних лісів до посушливого бушу.

## Опис
Це невеликі птахи, завдовжки 20-30 см. Міцної статури з округлою головою, коротким дзьобом, міцними ногами та довгим хвостом з квадратним кінцем. На голові є чубчик. Забарвлення сіро-коричневе або оливкове, Самиці забарвлені тьмяніше.

## Спосіб життя
Наземні птахи, літають рідко та неохоче, воліють бігати. Живляться комахами та іншими дрібними безхребетними, на який полюють на землі. Зрідка можуть поїдати насіння. Активні вдень. Трапляються поодинці або парами, максимум у невеликих групах. Гніздо у формі чашки будують серед чагарників або на землі. Відкладають два-три яйця.

## Види
- Батіжник світлочубий[1] (Psophodes cristatus)
- Psophodes leucogaster
- Батіжник вусатий[1] (Psophodes nigrogularis)
- Батіжник західний[1] (Psophodes occidentalis)
- Батіжник чорночубий[1] (Psophodes olivaceus)